# 南京大学苏州校区
南京大学苏州校区，位于江苏省苏州市虎丘区，是南京大学的第四个校区。2023年9月正式启用。

## 历史
2019年3月，南京大学与苏州市签署校区建设协议。2020年7月获教育部批复许可，9月正式开建。
南大苏州校区将分为两期建设，其中一期（东区）建筑面积32万平方米，自2020年9月开工，2023年全面投入使用。二期（西区）建筑面积76万平方米，自2022年开工，预计2025年9月前完工。
2023年7月，来自南大鼓楼校区的约460名本科学生搬至苏州校区继续学业，他们也成为南大苏州校区的首批学生。此后，还将有超过100名硕士、博士研究生搬至苏州校区。

## 院系设置
苏州校区设置有6个学院，9个研究院、4个研究中心和2个产研机构。

### 学院
- 智能科学与技术学院
- 智能软件与工程学院
- 集成电路学院
- 数字经济与管理学院
- 能源与资源学院
- 前沿科学学院

### 研究院
- 深空探测科学与技术研究院
- 环境与健康研究院
- 功能材料与智能制造研究院
- 绿色化学与工程研究院
- 全球人文研究院
- 考古文博与中华文明研究院
- 空间地球科学研究院
- 全球知识产权研究院
- 原子制造研究院

### 研究中心
- 高端控制与智能运维研发中心
- 数据管理创新研究中心
- 视觉计算与智能感知研究中心
- 声功能材料与应用中心